# 18-as busz (Győr)
A győri 18-as jelzésű autóbusz a Révai Miklós utca és a Munkácsy Mihály utca megállóhelyek között közlekedik a Korányi Frigyes tér érintésével. A vonalat a Volánbusz  üzemelteti.

## Története
2022. április 9-től közlekedik, a megszűnt 8B busz pótlására.

## Közlekedése
Kizárólag munkanapokon, csúcsidőben közlekedik. A Likócs felől érkező 8Y járatok a Munkácsy Mihály utcától 18-as jelzéssel a Révai Miklós utcáig közlekednek, majd a Korányi Frigyes téren keresztül visszatérnek a Munkácsy Mihály utcához, ahonnan 8Y jelzéssel indulnak Likócsra.

## Útvonala
| Munkácsy Mihály utca felé | Révai Miklós utca felé |
| --- | --- |
| Révai Miklós utca vá. – Révai Miklós utca – Városház tér – Aradi vértanúk útja – Virágpiac tér – Zechmeister utca – Rába Kettős híd – Rát Mátyás tér – Híd utca – Töltésszer – Lazaret utca – Korányi Frigyes tér – Lazaret utca – Töltésszer – Radnóti Miklós utca – Erkel Ferenc utca – Kossuth Lajos utca – Rát Mátyás tér – Rába Kettős híd – Zechmeister utca – Munkácsy Mihály utca – Munkácsy Mihály utca vá. | Munkácsy Mihály utca vá. – Munkácsy Mihály utca – Szent István út – Gárdonyi Géza utca – Révai Miklós utca utca – Révai Miklós utca vá. |

## Megállóhelyei
| 0  | Révai Miklós utca                                  | 5 | 2, 5, 5B, 5R, 6, 7, 8, 9, 12, 12A, 12Y, 15, 15A, 19, 21, 21B, 22, 22A, 22B, 22Y, 29, 30, 30A, 30B, 30Y, 31, 31A, 37, 38, 38A | Győr Helyi autóbusz-állomás, Bisinger József park, Posta, Városháza, Kormányablak |
| ∫  | Gárdonyi Géza utca                                 | 4 | 6, 7, 8, 8Y, 10, 11, 11Y, 12, 12A, 12Y, 13, 13B, 14, 14A, 14B, 15, 15A, 16, 30, 30A, 30B, 30Y, 31, 31A, 42 | Győr-Moson-Sopron Vármegyei Kereskedelmi és Iparkamara, GYSZSZC Deák Ferenc Közgazdasági Szakgimnáziuma, Révai Parkolóház, Bisinger József park |
| 1  | Városháza                                          | ∫ | 1, 1A, 2, 2B, 5, 5B, 5R, 6, 7, 8, 8Y, 9, 9A, 11, 12, 12A, 12Y, 13, 13B, 14, 14A, 14B, 15, 15A, 17, 17B, 19, 19A, 21, 21B, 22, 22A, 22B, 22Y, 29, 30, 30A, 30B, 30Y, 31, 31A, 37, 38, 38A, 42 Távolsági járatok S10 G10 , IC, InterRégió, EC, EN, ER, gyorsvonat, expresszvonat, | Győr Városháza, 2-es posta, Honvéd liget, Révai Miklós Gimnázium, Földhivatal, Megyeháza, Győri Törvényszék, Büntetés-végrehajtási Intézet, Richter János Hangverseny- és Konferenciaterem, Vízügyi Igazgatóság, Zenés szökőkút, Bisinger József park, Kormányablak                                                                          |
| 2  | Aradi vértanúk útja, szökőkút (↓) Honvéd liget (↑) | 2 | 1, 1A, 2, 2B, 5, 5B, 5R, 6, 7, 8, 8Y, 9, 9A, 11, 12, 12A, 12Y, 13, 13B, 14, 14A, 14B, 15, 15A, 17, 17B, 19, 19A, 21, 21B, 22, 22A, 22B, 22Y, 29, 30, 30A, 30B, 30Y, 31, 31A, 37, 38, 38A, 42 Távolsági járatok S10 G10 , IC, InterRégió, EC, EN, ER, gyorsvonat, expresszvonat, | Győr Városháza, 2-es posta, Honvéd liget, Révai Miklós Gimnázium, Földhivatal, Megyeháza, Győri Törvényszék, Büntetés-végrehajtási Intézet, Richter János Hangverseny- és Konferenciaterem, Vízügyi Igazgatóság, Zenés szökőkút, Bisinger József park, Kormányablak                                                                          |
| 4  | Zechmeister utca (Bécsi kapu tér)                  | ∫ | 1, 1A, 1B, 2B, 9A, 11, 12Y, 13, 13B, 14, 14A, 14B, 17, 17B, 19A | Virágpiac tér, Karmelita Rendház, Karmelita templom, Bécsi kapu tér, Víziszinpad, Arrabona Áruház |
| 6  | Híd utca, Rába Quelle fürdő                        | ∫ | 2B, 11, 12Y, 13, 13B, 14, 14A, 14B | Rába Quelle Termálfürdő, Petz Aladár Oktató Kórház Reumatológiai Osztály, Bercsényi liget |
| 7  | Töltésszer                                         | ∫ | | |
| 8  | Korányi Frigyes tér                                | ∫ | | Magyar Vilmos uszoda |
| 9  | Radnóti Miklós utca, Szarvas utca                  | ∫ | 11, 12Y, 13, 13B, 14, 14A, 14B | |
| 10 | Erkel Ferenc utca                                  | ∫ | 11, 12Y, 13, 13B, 14, 14A, 14B | Szabadhegyi Magyar-Német Két Tanítási Nyelvű Általános Iskola és Gimnázium, Lepke utcai Óvoda, Posta |
| 11 | Petőfi tér, zsinagóga                              | ∫ | 1, 1A, 11, 12Y, 13, 13B, 14, 14A, 14B | Zsinagóga, Kossuth Kollégium, Péterfy Sándor Evangélikus Gimnázium, Általános Iskola és Óvoda, Evangélikus öregtemplom, Kossuth Lajos Szakközépiskola, Református templom, Kossuth Lajos Általános Iskola, Petz Aladár Oktató Kórház Reumatológiai Osztály, Bercsényi liget, Petőfi tér                                                      |
| 12 | Zechmeister utca (Rába-part)                       | ∫ | 1, 1A, 1B, 2B, 9A, 11, 12Y, 13, 13B, 14, 14A, 14B, 17, 17B, 19A | Virágpiac tér, Karmelita Rendház, Karmelita templom, Bécsi kapu tér, Víziszinpad, Arrabona Áruház |
| 14 | Munkácsy Mihály utca                               | 0 | 17, 17B | Győri Hivatásos Tűzoltóparancsnokság, Győri Járásbíróság, Győri Közigazgatási és Munkaügyi Bíróság, Győri SZC Hild József Építőipari Technikum, Kazinczy Ferenc Gimnázium és Kollégium, Radnóti Miklós Általános Iskola, Bisinger Óvoda, Győri Szakképzési Centrum Jedlik Ányos Gépipari és Informatikai Technikum és Kollégium, Eötvös park |